# Józef Turek (duchowny)
Józef Turek (ur. 18 września 1946 w Naszacowicach, zm. 4 czerwca 2010 w Lublinie) – polski ksiądz katolicki, filozof, doktor habilitowany, profesor Katolickiego Uniwersytetu Lubelskiego Jana Pawła II.

## Życiorys
20 czerwca 1971 po ukończeniu Warmińskiego Seminarium Duchownego otrzymał święcenia kapłańskie. W 1973 uzyskał na Wydziale Teologii KUL tytuł magistra teologii. Następnie odbył w latach 1973–1977 studia z filozofii przyrody na Wydziale Filozofii KUL. W 1978 otrzymał stopień doktora na podstawie rozprawy Kosmologia Alberta Einsteina i jej filozoficzne uwarunkowania. Został wykładowcą na Wydziale Filozofii KUL (od 1986). W 1996 uzyskał habilitację (praca pt. Wszechświat dynamiczny. Rewolucja naukowa w kosmologii), w 1999 został profesorem nadzwyczajnym KUL. W latach 1999–2001 i od 2008 do śmierci był prodziekanem Wydziału Filozofii KUL.